# John Lasseter
John Alan Lasseter (født 12. januar 1957) er en Oscar-belønnet animationsfilmskaber fra USA og tidligere administrerende direktør hos Pixar og Walt Disney Animation Studios. Han var også kreativ rådgiver for Walt Disney Imagineering.
Lasseter har vundet to Oscars: bedste animerede kortfilm for Tin Toy og Special Achievement Award for Toy Story. Han har også vært nomineret yderligere fem gange.
Han var med til at grundlægge Pixar Animation Studios.
Lasseter har instrueret Toy Story, Græsrødderne, Toy Story 2, Biler og Biler 2. Han anses alment for at være meget innovativ og er blevet kaldt den "nuværende Walt Disney efter Roy E. Disney".
I november 2017, efter klager om sexchikane og anden upassende opførsel fra Lasseters side fra flere tidligere kvindelige Pixar medarbejdere, tog Lasseter en 6 måneders orlov fra Pixar, i anerkendelse af "fejltrin" i hans behandling af medarbejdere. I juni 2018 annoncerede Disney, at de ikke ønskede at forny deres kontrakt med Lasseter, og at han derfor ville miste sin stilling i firmaet per udgangen af 2018. I januar 2019 blev den fritstillede Lasseter hyret af Skydance Animation.

## Filmografi

### Instruktør
- Luxo Jr. (1986)
- Red's Dream (1987)
- Tin Toy (1988)
- Knick Knack (1989)
- Toy Story (1995)
- Græsrødderne (1998)
- Toy Story 2 (1999)
- Biler (2006)
- Mater and the Ghostlight (2006)
- Tokyo Mater (2008)
- Biler 2 (2011)

### Manuskriptforfatter
- Luxo Jr. (1986)
- Red's Dream (1987)
- Tin Toy (1988)
- Knick Knack (1989)
- Toy Story (1995)
- Græsrødderne (1998)
- Toy Story 2 (1999)
- Biler (2006)
- Mater and the Ghostlight (2006)
- Toy Story 3 (2010
- Biler 2 (2011)
- Small Fry (2011)
- Partysaurus Rex (2012)
- Flyvemaskiner (2013)
- Klokkeblomst og Piratfeen (2014)